# Айдаров, Жавдет Караматулович
Жавде́т Карамату́лович Айда́ров (31 декабря 1918, Пермь — 18 ноября 2000, Казань) — советский музыкант, игравший на ударных инструментах и на трубе. Участник первого исполнения 9 августа 1942 года в блокадном Ленинграде Симфонии № 7 Д. Д. Шостаковича.

## Биография
Родился 31 декабря 1918 года в городе Пермь в семье имам-хатыба Пермской соборной мечети.
В десять лет Жавдет Айдаров, лишившись семьи, попал в детский дом в Ташкенте. Будучи музыкально одарённым, Жавдет сразу был зачислен трубачом в организованный при детдоме оркестр духовых инструментов.
Был оркестрантом в Ташкентском театре оперы и балета, в театрах Горького и Киева.
С 1937 года в штате Ленинградского Кировского (ныне Мариинского) театра.
Одновременно он стал студентом Музыкального училища имени М. П. Мусоргского (класс ударных инструментов А. И. Чулюкина) в Санкт-Петербурге.

### 1941—1945: в блокадном Ленинграде
Великая Отечественная война застала Жавдета Айдарова в Ленинграде; в то время он работал в Образцовом оркестре Ленинградского военного округа.
Как и все, оставшиеся в осаждённом городе, Айдаров встал на его защиту: работал на строительстве укреплений, в команде МПВО, экспедитором.
Весной 1942 года был прикомандирован к оркестру К. И. Элиасберга, под управлением которого готовилось исполнение Седьмой симфонии Шостаковича. Участник её первого исполнения 9 августа 1942 года, исполнял партию малого барабана.

### Послевоенные годы
В 1951 году Ж. К. Айдаров закончил дирижёрско-хоровое отделение Ленинградской консерватории (класс А. В. Михайлова).
Был дирижёром Оркестра народных инструментов Читинского радиокомитета (1951—1952), художественным руководителем рабочей хоровой капеллы Ижорского завода (1954—1958), хормейстером карельского ансамбля «Кантеле» и главным хормейстером декады Карельского искусства в Москве (1958—1959).
С 1959 по 1965 год руководил Ансамблем песни и танца Татарской АССР. Под его руководством ансамблю в 1960 году присуждена премия имени Г.Тукая.
В 1963—1975 годы — преподаватель Казанской консерватории, с 1969 по 1973 год — директор Средней специальной музыкальной школы при консерватории.
В 1975—1996 годы — преподаватель Казанского музыкального училища.
Заслуженный деятель искусств Татарской АССР (1985).
Умер 18 ноября 2000 года в Казани. Похоронен на родине матери, в селе Тюнтер Балтасинского района Республики Татарстан.